# Cessna O-2 Skymaster
Cessna O-2 Skymaster är den militära varianten av Cessna 337 Super Skymaster, ett monoplan med dubbel stjärtbom och både dragande och skjutande propeller. Skymaster köptes in av USA:s flygvapen 1967 för att ersätta Cessna O-1 Bird Dog och användes som spanings- och observationsflygplan under Vietnamkriget.
Skillnaden från den civila Cessna 337 är framför allt fyra vapenbalkar under vingarna för lättare vapen som raketer och vapenkapslar. Andra skillnader är vapensikte, färre säten, självtätande bränsletankar, förstärkta vingar, extra fönster i höger dörr samt militär kommunikations- och navigationsutrustning.

## Användning
Cessna O-2 tilldelades 20th Tactical Air Support Squadron i Đà Nẵng. Deras uppdrag var att försöka lokalisera fientliga styrkor i djungeln för att sedan kalla in attackflyg eller artilleri för att bekämpa dessa. Deras mest uppmärksammade insats gjordes i april 1972 var att lokalisera och skydda överste Iceal Hambleton efter att hans EB-66 Destroyer skjutits ner av nordvietnamesiskt luftvärn. Den 11 dagar långa räddningsoperationen skildras i filmen Bat*21 med Gene Hackman i rollen som Hambleton och Danny Glover som Skymaster-piloten Bartholomew Clark. 178 stycken O-2 gick förlorade under Vietnamkriget.
Under Vietnamkriget fördes ett antal O-2:or över till republiken Vietnams flygvapen och efter kriget såldes ännu fler ut allt eftersom O-2 ersattes av North American OV-10 Bronco. Skymasters användes av El Salvadors flygvapen i inbördeskriget i El Salvador. Två av dessa sköts ner med Strela-roboar, en förstördes på marken av eld från granatkastare och ytterligare två förolyckades.